# Juillet 1805

## Événements

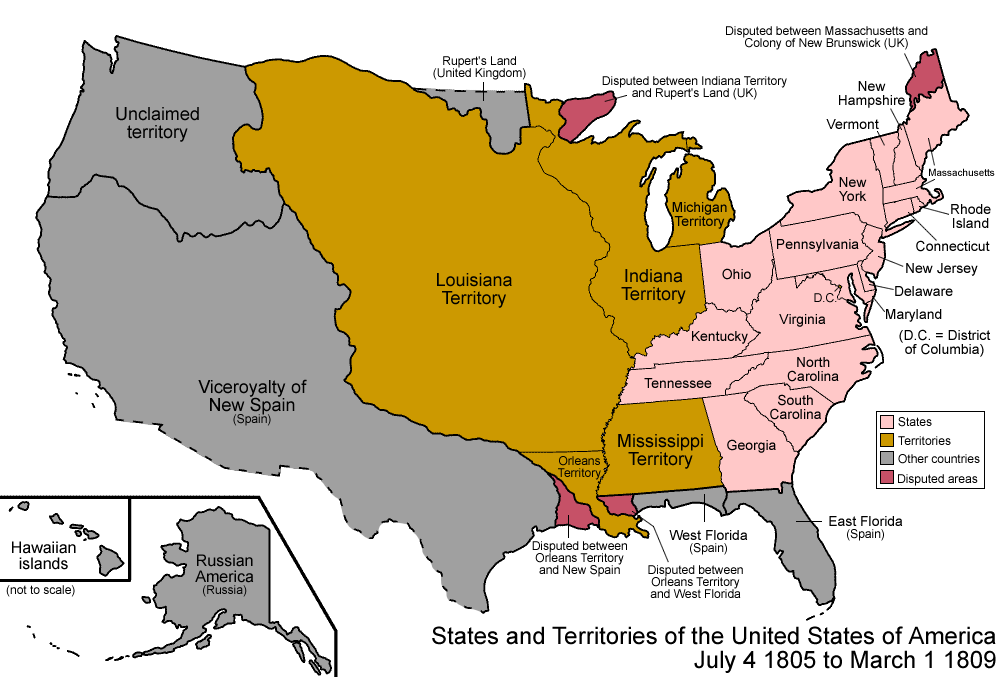
4 juillet 1805 - 1er mars 1809

- 4 juillet : le District de la Louisiane est organisé et devient le Territoire de Louisiane[1].

- 10 juillet : Castlereagh devient ministre de la Guerre au Royaume-Uni (1805-1806, 1807-1809)[2].

- 16 juillet : bataille navale des îles Chausey[3].

- 21 juillet : le duché de Parme et Plaisance est réuni à la France[4]. Peu après Parme et sa région se soulèvent contre les impôts et la conscription.

- 22 juillet : bataille du Cap Finisterre. Villeneuve se réfugie avec 31 vaisseaux au Ferrol, puis à Cadix, où il est bloqué par la flotte britannique[5].

- 30 juillet :
  - Charles Cornwallis devient gouverneur général des Indes[6]. Il meurt le 5 octobre.
  - Rappel de Arthur Wellesley de Wellington, gouverneur général de Madras et du Bengale, en raison du coût de ses conquêtes[7].

## Naissances
- 3 juillet : Jean-Baptiste Nothomb, homme politique belge († 16 septembre 1881).
- 4 juillet : Ludwig Karl Georg Pfeiffer (mort en 1877), médecin, botaniste et malacologiste allemand.
- 5 juillet : Robert FitzRoy (mort en 1865), explorateur britannique, capitaine du HMS Beagle.
- 26 juillet : Claude Félix Abel Niépce de Saint-Victor (mort en 1870), physicien et chimiste français.
- 29 juillet : Alexis de Tocqueville, homme politique et écrivain français († 16 avril 1859).

## Décès
- 2 juillet : Patrick Russell, médecin et naturaliste britannique (° 6 février 1726).
- 27 juillet : Johann Friedrich Wilhelm Toussaint von Charpentier (né en 1738), géologue et alpiniste allemand.